# Contea autonoma manciù di Kuancheng
La contea autonoma manciù di Kuancheng (宽城满族自治县S, Kuānchéng Mǎnzú ZìzhìxiànP) è una contea della Cina, situata nella provincia di Hebei e amministrata dalla prefettura di Chengde.